# Baoji
Baoji (xinès simplificat: 宝鸡; xinès tradicional: 寶雞; pinyin: Bǎojī) és una ciutat a nivell de prefectura a la província de Shaanxi, a la República Popular de la Xina, amb una superfície de 18.159 km².
Segons el cens del 2020, tenia 3.321.853 habitants, i l'àrea urbanitzada (o metropolitana), formada per 3 districtes urbans, 1.475.962 habitants. Envoltada de turons per tres costats, Baoji es troba en una vall que s'obre a l'est. La seva ubicació és estratègica, controlant un pas a les muntanyes Qin entre la vall del riu Wei i el riu Jialing.

## Història
Pròspera a principis de la dinastia Tang, Baoji té arrels fins al 2000 aC. Avui és un gran centre industrial. Els ferrocarrils van arribar per primera vegada a Baoji el 1937 i han estat clau per al seu creixement modern.
Passant per Baoji hi ha l'antiga Ruta de la Seda del Nord, la ruta més al nord d'uns 2.600 quilòmetres de longitud, que connectava l'antiga capital xinesa de Chang'an a l'oest per les muntanyes Wushao amb Wuwei i emergint a Kaixgar abans d'enllaçar a l'antiga Pàrtia.
Baoji es considera la porta d'entrada entre l'oest i l'est de la Xina, ja que la majoria de trens de Pequín, Xangai i Xi'an passen per aquí en el seu camí a Gansu, Sichuan, Xinjiang i Lhasa (al Tibet).
El temple de Famen, que acull un dels ossos dels dits de Buda, es troba al comtat de Baoji. La zona de Baoji va ser la llar del llegendari Yandi, un dels avantpassats xinesos Han. La seva tomba es troba a la part sud de la ciutat i el seu temple es troba al nord.
Les persones interessades en els Tres Regnes de l'antiga Xina poden visitar el temple commemoratiu de Zhuge Liang, a uns 20 km de Baoji.